# Karim Boudiaf
Karim Boudiaf (ur. 16 września 1990 w Rueil-Malmaison) – katarski piłkarz, algierskiego i francuskiego pochodzenia, występujący na pozycji pomocnika w katarskim klubie Al-Duhail oraz w reprezentacji Kataru.

## Kariera piłkarska
Urodzony we Francji Boudiaf w latach 2009–2010 występował w rezerwach AS Nancy. W grudniu 2009 roku dostał powołanie do kadry Algierii do lat 23 na obóz treningowy w Algierze. Przed rozpoczęciem sezonu 2010/2011 przeniósł się do drużyny ówczesnego beniaminka QSL - Lekhwiya SC. W 2013 roku zdecydował się przyjąć katarskie obywatelstwo i w listopadzie otrzymał powołanie do kadry. Zadebiutował w niej 25 grudnia 2013 roku w meczu przeciwko Palestynie. W 2015 roku po raz pierwszy pojechał na Puchar Azji. W maju tego samego roku w towarzyskim spotkaniu przeciwko Irlandii Północnej zdobył pierwszą bramkę w kadrze. W 2019 roku był w składzie reprezentacji Kataru, która zwyciężyła w turnieju o Puchar Azji 2019.